# Villa General Antonio José de Sucre
Villa Sucre, es uno de los 29 barrios oficiales del partido de partido de San Martín en el Gran Buenos Aires, Argentina.
Suele llamársele también como Chilavert, debido a la estación que comparte con Villa Ballester Noroeste.
Hasta 1952 era conocida como Villa Ansaldi.

## Geografía

### Población
Contaba con 6,142 habitantes (Indec, 2001), situándose como la 18.ª localidad del partido.

### Sitios de interés
- Plaza Campichuelo, en Calle campichuelo y Bolívar.
- Club Villa Ansaldi.

### Sismicidad
La región responde a la «subfalla del río Paraná», y a la «subfalla del río de la Plata», con sismicidad baja; y su última expresión se produjo el 5 de junio de 1888 (137 años), a las 3.20 UTC-3, con una magnitud aproximadamente de 5,0 en la escala de Richter (terremoto del Río de la Plata de 1888).
La Defensa Civil municipal debe advertir sobre escuchar y obedecer acerca de 
Área de
- Tormentas severas periódicas
- Baja sismicidad, con silencio sísmico de 137 años